# Finale del campionato NFL 1968
La finale del campionato NFL 1968 è stata la 36ª del campionato della NFL. Il vincitore della gara avrebbe disputato il Super Bowl III contro i campioni della American Football League. La gara si tenne il 29 dicembre al Stadium di Cleveland, Ohio.
I Baltimore Colts terminarono la stagione regolare con un record di 13-1, vincendo la Coastal Division. Nella finale di conference batterono i Minnesota Vikings 24-14. I Colts erano guidati dal capo-allenatore Don Shula. Questa fu la quarta finale dei Colts da quando si unirono alla lega nel 1953.
I Cleveland Browns terminarono la stagione regolare con un record di 10-4, l'unica squadra a battere Baltimore durante tale stagione, vincendo la Century Division. I Browns sconfissero i Dallas Cowboys 31-20 nella finale della Eastern Conference. I Browns eran guidati dal capo-allenatore Blanton Collier e dal running back Leroy Kelly. Questa fu la decima apparizione in finale dei Browns dal loro arrivo nella lega nel 1950.
Questa gara fu una rivincita della finale del campionato NFL 1964.

## Marcature
- BAL - FG Michaels 28 3-0 BAL
- BAL - TD Matte su corsa da 1 yard (extra point segnato da Michaels) 10-0 BAL
- BAL - TD Matte su corsa da 12 yard (extra point segnato da Michaels) 17-0 BAL
- BAL - TD Matte su corsa da 2 yard (extra point segnato da Michaels) 24-0 BAL
- BAL - FG Michaels 10 27-0 BAL
- BAL - TD Brown su corsa da 4 yard (extra point segnato da Michaels) 34-0 BAL